# Helge Friis (militär)
Helge Friis, född den 3 december 1883 i Malmö, död den 14 juni 1956 i Stockholm, var en svensk sjömilitär. 
Friis avlade sjöofficersexamen 1904. Han blev underlöjtnant vid Flottan samma år och löjtnant 1906. Friis genomgick Sjökrigshögskolan 1909–1910 och befordrades till kapten 1913, till kommendörkapten av andra graden 1922, av första graden 1929 och till kommendör 1933. Han var chef för Sjökrigsskolan 1931–1933, inspektör för ubåtsvapnet 1933–1936, chef för underofficers- och sjömanskårerna i Karlskrona 1936–1937 och för Karlskrona örlogsstation 1937–1943. Friis befordrades till konteramiral 1938 och övergick som sådan till amiralitetets reserv 1943. Han invaldes som ledamot av Örlogsmannasällskapet 1933 (hedersledamot 1938). Friis blev riddare av Svärdsorden 1925, kommendör av andra klassen av samma orden 1936 och kommendör av första klassen 1939.
Helge Friis var son till vice konsul Ernst Friis och Sophie Thomée samt bror till Torsten Friis. Han var gift med Margit Björck, som var dotter till konstnären Oscar Björck.